# Première Classe (chaîne d'hôtels)
Pour les articles homonymes, voir Première classe (homonymie).
Première Classe est une enseigne d'hôtels à faible coût (low cost) française appartenant à Louvre Hotels Group, le pôle hôtellerie économique du groupe du Louvre. Créée en 1989, l'enseigne comptait en 2014, 251 hôtels et 17 980 chambres à travers 6 pays.

## Histoire
Première Classe a été créée en 1989 par le groupe Envergure, propriété de la famille Taittinger. En 2005, l'enseigne est rachetée par le fonds d'investissement Starwood Capital Group et devient une filiale du groupe Louvre Hotels Group. L'objectif du groupe est de rénover les 230 établissements ainsi récupérés, et de prendre un peu de distance avec son image low cost.
En 2011, l'enseigne compte 223 hôtels en France, dont 24% en franchise. En mars 2012, Louvre Hotels Group annonce l'ouverture de 35 établissements en Allemagne d'ici fin 2018. En avril 2013, le groupe annonce que plusieurs hôtels Première Classe vont ouvrir leurs portes dans les DOM-TOM d'ici à 2016.

## Financement
Pour devenir le gérant d'un hôtel Première Classe, la facture s'élève entre 40 000 et 45 000 euros pour le coût de construction, et 1 000 euros par chambre. Un hôtel Première Classe nécessite l'embauche de 6 personnes pour le faire fonctionner.

## Implantation

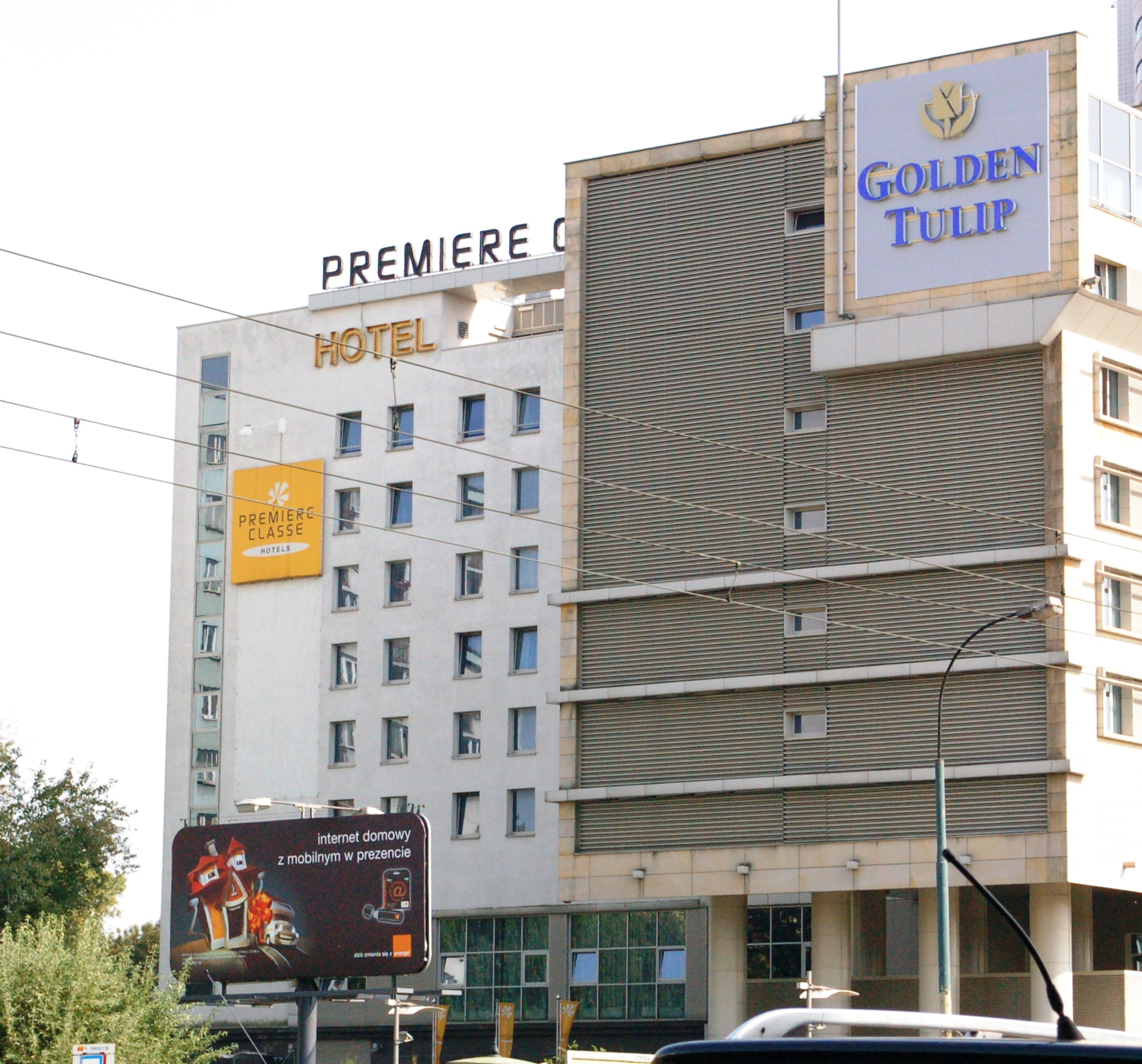
Un hôtel Première Classe à Varsovie en Pologne, à côté d'un Golden Tulip en 2011.

| Pays        | 1er hôtel | Nombre d'hôtels |
| ----------- | --------- | --------------- |
| France      | 1989      | 243             |
| Pologne     | 2006      | 2               |
| Belgique    | 2006      | 1               |
| Espagne     | 2012      | 1               |
| Pays-Bas    | 2006      | 1               |
| Royaume-Uni | 2010      | 1               |